# Ne t'enfuis pas
Ne t'enfuis pas è un singolo della cantante inglese Kate Bush, pubblicato in luglio 1983 per i mercati francese e canadese.
Il brano è stato pubblicato originariamente come lato B dei singoli There Goes a Tenner (nel Regno Unito) e Suspended in Gaffa (nel resto d'Europa).

## Il brano
La canzone racconta la storia di una donna preoccupata di essere lasciata dal suo amante, che lotta con la sua coscienza e cerca di trovare il modo di trattenere l'uomo.
Il lato B del singolo, Un baiser d'enfant, è una versione in Francese di The Infant Kiss dell'album del 980. Basato sul film Suspense del 1961, è la storia di una istitutrice terrorizzata dalla sua attrazione per uno dei ragazzi di cui si occupa, e che crede essere posseduto dallo spirito di un adulto.

## Versioni
- lug-1983 – Kate Bush, Ne t'enfuis pas, 45gg, EMI EMI 50999 1 65152 7, Francia, prodotto da Kate Bush[2]. Questa versione contiene i brani seguenti:

1. Ne T'enfuis Pas – 2:30
2. Un Baiser D'enfant – 2:57

Durata totale: 5:27